# قانون الحقوق المدنية لعام 1964
قانون الحقوق المدنية لعام 1964 (الصادر في 2 يوليو 1964)، هو قانون مدني للحقوق المدنية وقانون العمل في الولايات المتحدة، يحظر التمييز على أساس العرق أو اللون أو الدين أو الجنس أو الأصل القومي. يمنع التطبيق اللا متساوي لمتطلبات تسجيل الناخبين، والفصل العنصري في المدارس، والتوظيف، وأماكن الإقامة العامة. في البداية، كانت الصلاحيات الممنوحة لتطبيق القانون ضعيفة، لكنها استُكملت خلال السنوات اللاحقة.
أكد الكونغرس سلطته للتشريع بموجب عدة أجزاء مختلفة من دستور الولايات المتحدة، وبصفة أساسية سلطته لتنظيم التجارة بين الولايات بموجب المادة الأولى (القسم 8)، وواجبه في ضمان حماية المواطنين سواسية -قانونيًا- بموجب التعديل الرابع عشر، وواجبه لحماية حقوق التصويت بموجب التعديل الخامس عشر.
اقترح الرئيس جون كينيدي في يونيو عام 1963 تشريع قانون الحقوق المدنية، لكنه رُفض من قبل مجلس الشيوخ. بعد اغتيال كينيدي في 22 نوفمبر 1963، شجع  الرئيس ليندون جونسون القانون مرة أخرى، ووافق عليه الكونغرس الأمريكي في شكله النهائي بتصويت مجلس الشيوخ، بأغلبية 73 صوتًا مقابل 27 صوتًا وتصويت مجلس النواب بأغلبية 289-126. وقع الرئيس جونسون على القانون في 2 يوليو 1964 في البيت الأبيض.

## الخلفية
حكمت المحكمة العليا في الولايات المتحدة، بعد اطلاعها على أهم وأبرز قضايا الحقوق المدنية، التي صدرت عام 1883، بأن الكونغرس لا يتمتع بسلطة حظر التمييز في القطاع الخاص، وبالتالي تم تجريد قانون الحقوق المدنية لعام 1875 من قدرته على حماية الحقوق المدنية.
في أواخر القرن التاسع عشر وأوائل القرن العشرين، كان المبرر القانوني لإبطال قانون الحقوق المدنية لعام 1875، أنه قانون من ضمن القوانين التي أراد أعضاء المحكمة العليا للولايات المتحدة إبطالها بالإضافة إلى إبطال معظم القوانين الحكومية في القطاع الخاص، ما عدا القوانين المختصة بحماية الأخلاق العامة التقليدية.
في ثلاثينيات القرن العشرين، خلال الصفقة الجديدة، غير تدريجيًا غالبية قضاة المحكمة العليا نظريتهم القانونية للسماح بتشكيل تنظيم حكومي أكبر للقطاع الخاص بموجب المادة التجارية، ما مهد الطريق أمام الحكومة الفيدرالية لسن قوانين الحقوق المدنية التي تحظر التمييز بين القطاعين العام والخاص على أساس بند التجارة.
اقترح الرئيس الأمريكي جون كينيدي مشروع قانون عام 1964، في تقريره إلى الشعب الأمريكي حول الحقوق المدنية في 11 يونيو 1963. سعى كينيدي للحصول على تشريع "يمنح جميع الأميركيين الحق في أن يُخدموا في المرافق العمومية (الفنادق والمطاعم والمسارح ومحلات البيع بالتجزئة والمؤسسات المماثلة) وكذلك "حماية أكبر لحق التصويت".
ألقى كينيدي هذا الخطاب في أعقاب حملة برمنغهام، تزامنًا مع تزايد عدد المظاهرات والاحتجاجات في جميع أنحاء جنوب الولايات المتحدة. بدأ كينيدي العمل بعد التوترات العرقية المتزايدة وموجة أعمال شغب السود في ربيع عام 1963. يتضمن قانون كينيدي للحقوق المدنية الذي يحاكي قانون الحقوق المدنية لعام 1875، أحكامًا لحظر التمييز في الأماكن العامة، وتمكين النائب العام الأمريكي من الانضمام إلى دعاوى ضد حكومات الولايات التي تدير أنظمة مدرسية منفصلة، بالإضافة إلى أحكام أخرى. ورغم ذلك، فإنه لم يتضمن عددًا من الأحكام التي اعتبرها قادة الحقوق المدنية ضرورية، بما في ذلك الحماية من وحشية الشرطة، أو إنهاء التمييز في التوظيف الخاص، أو منح وزارة العدل سلطة رفع دعاوى الفصل العنصري أو التمييز في العمل.

## التاريخ

### مجلس النواب
التقى الرئيس كينيدي في 11 يونيو 1963 مع القادة الجمهوريين لمناقشة التشريع قبل خطابه التلفزيوني في ذلك المساء. بعد ذلك بيومين، أعرب زعيم الأقلية في مجلس الشيوخ «إيفريت ديركسن» وزعيم الأغلبية في مجلس الشيوخ «مايك مانسفيلد»، عن تأييدهما لمشروع قانون الرئيس، باستثناء الأحكام التي تضمن المساواة في توفر أماكن الإقامة العامة. أدى ذلك إلى قيام العديد من النواب الجمهوريين بصياغة مشروع قانون وسطي جديد. أرسل الرئيس في 19 يونيو مشروع القانون إلى الكونغرس كما كان مكتوبًا في الأصل، قائلاً إن الإجراء التشريعي «ضروري». قُدم مشروع قانون الرئيس أولاً إلى مجلس النواب، إذ أحيل إلى اللجنة القضائية برئاسة إيمانويل سيلر وهو رجل ديمقراطي من نيويورك. بعد سلسلة من جلسات استماع لمشروع القانون، عززت لجنة سيلر القانون بإضافة أحكام لحظر التمييز العنصري في التوظيف، وتوفير حماية أكبر للناخبين السود، والقضاء على الفصل في جميع المنشآت العامة (وليس المدارس فقط)، وتعزيز بنود مكافحة الفصل فيما يتعلق بالمرافق العامة مثل طاولات الغداء. أضافوا أيضًا تفويضًا للنائب العام لرفع دعاوى لحماية الأفراد من فقدان أي حقوق مضمونة بموجب الدستور أو القانون الأمريكي. مضمونًا، كان هذا هو «الباب الثالث» المثير للجدل والذي أُزيل من قانون 1957 وقانون 1960. ضغطت منظمات الحقوق المدنية بشدة على هذا الحكم لأنه يمكن استخدامه لحماية المتظاهرين المسالمين والناخبين السود من وحشية الشرطة وقمع حرية التعبير.
دعا كينيدي قادة الكونغرس إلى البيت الأبيض في أواخر أكتوبر عام 1963 لاحتساب الأصوات اللازمة في مجلس النواب لإقرار القانون. بُلّغ عن مشروع القانون من قبل اللجنة القضائية في نوفمبر 1963 وأحيل إلى لجنة التشريع، التي أشار رئيسها هوارد و. سميث، وهو ديمقراطي وداعٍ للفصل العنصري من فرجينيا، إلى نيته في طي مشروع القانون إلى أجل غير مسمى.

### استئناف جونسون إلى الكونغرس
غيّر اغتيال جون كينيدي في 22 نوفمبر 1963 الوضع السياسي. استغل ليند جونسون -خليفة الرئيس كينيدي- تجربته في السياسة التشريعية، إلى جانب المنبر الذي استخدمه كرئيس، لدعم مشروع القانون. في أول خطاب له أمام جلسة مشتركة للكونغرس في 27 نوفمبر 1963، أخبر جونسون المشرعين: «لا يمكن لأي خطاب تذكاري أو مديح أن يكرم ذكرى الرئيس كينيدي أكثر من إقرار قانون الحقوق المدنية في أقرب وقت ممكن، القانون الذي ناضل من أجله لفترة طويلة».
قدم رئيس اللجنة القضائية سيلر التماساً لإخراج مشروع القانون من لجنة التشريع، لأنه يتطلب دعم أغلبية أعضاء مجلس النواب لنقله إلى أرض الواقع. في البداية، واجه سيلر صعوبة في الحصول على التواقيع اللازمة، إذ ظل العديد من الممثلين الذين أيدوا مشروع قانون الحقوق المدنية نفسه حذرين بشأن انتهاك إجراءات البيت الأبيض المعتادة مع الاستخدام النادر لعريضة الإبراء. بحلول وقت العطلة الشتوية لعام 1963، كانت لا تزال هناك حاجة إلى 50 توقيعًا. بعد عودة الكونغرس من العطلة الشتوية، كان من الواضح أن الرأي العام في الشمال فضل مشروع القانون وأن العريضة ستحصل على التوقيعات اللازمة. لتجنب الإهانة بتقديم عريضة إبراء ناجحة للقانون، رجع الرئيس سميث في قراره وسمح لمشروع القانون بالمرور عبر لجنة التشريع.

### جهود الضغط السياسي
نُسقت جهود الضغط السياسي من قبل مؤتمر القيادة حول الحقوق المدنية، وهو تحالف يجمع ما بين 70 منظمة ليبرالية وعمالية. كان أعضاء جماعات الضغط السياسي الرئيسية لمؤتمر القيادة، محامي الحقوق المدنية، جوزيف ل. راوه الابن وكلارنس ميتشل الابن من الجمعية الوطنية للنهوض بالملونين.